# Dependentiae
Candidatus Dependentiae (bzw. informell kurz Dependentiae) ist ein 2016 vorgeschlagenes Kandidatentaxon von Bakterien, das meist im Rang eines Phylums (Klasse bzw. Abteilung, englisch division) angesehen wird. Eine frühere Bezeichnung ist TM6 (en. Candidate phylum TM6 oder Candidate division TM6).
mRNA-Analysen von Umweltproben legen nahe, dass Mitglieder dieser Gruppe in verschiedenen Umgebungen weit verbreitet sind, von Duschköpfen bis zu Torfmooren. Mit Ausnahme von zwei Isolaten, die Amöben infizieren, sind sie jedoch nur aus der Metagenomik bekannt (Stand 2019).
Die Gruppe gehört zum überwiegenden Teil zur so genannten „mikrobiellen dunklen Materie“, die nicht kultivierte, nur durch DNA-Sequenzierung nachgewiesene Organismen (insbesondere Bakterien und Archaeen) umfasst.
DNA- bzw. mRNA-Sequenzen wurden zuerst in Torfmooren („TM“) und anschließend in verschiedenen Lebensräumen wie hypersalinen Mikrobenmatten, schwefelhaltigen Quellen, arsenreichen Sedimenten und auch in Biofilmen in Wasserversorgungsnetzen, Dolinen usw. identifiziert.
Genetische Studien zeigen, dass das Genom dieser Organismen sehr begrenzt ist und sie daher nicht in der Lage sind, essentielle Komponenten wie Säuren, Lipide und Nukleotide zu synthetisieren, sodass sie wahrscheinlich von Protisten-Wirten abhängig sind.
Die moderne Bezeichnung der Gruppe spiegelt diese Abhängigkeit wider, die frühere ihren ursprünglichen Fundort.

## Evolution und Systematik
Die taxonomische Zuordnung der Gruppe ist derzeit (Stand März 2022) noch in der Diskussion.
Eine Verwandtschaft mit der Patescibacteria-Supergruppe (alias CPR-Gruppe) erscheint möglich.
Nach phylogenetischen Analysen könnte sie auch Teil der Proteobacteria (als mögliches Superphylum) sein und den Epsilonproteobacteria nahestehen.
Die einzige Art (Spezies), die kultiviert wurde, ist der Amöben-Endoparasit Babela massiliensis (Stand 2015).
Die phylogenetische Analyse der ATP/ADP-Translokase-Gene legt nahe, dass der gemeinsame Vorfahr der Dependentiae bereits parasitär war und dass diese Gruppe eine lange evolutionäre Geschichte des Parasitismus hat.
Die hier angegebene innere Systematik von Ca. Dependentiae basiert mit Stand 8. März 2022 auf den folgenden Quellen:
- G – Genome Taxonomy database (GTDB), ohne Autorenschaft und Auszeichnung des Kandidatenstatus,[10]
- L – List of Prokaryotic names with Standing in Nomenclature (LPSN), Deutsche Sammlung von Mikroorganismen und Zellkulturen (DSMZ)[3]
- N – National Center for Biotechnology Information (NCBI, Taxonomy Browser)[2]

In der folgenden Liste sind unveröffentlichte Familien, Gattungen oder Spezies mit vorläufigen Bezeichnungen im Allgemeinen nicht ausgeführt (die in Klammern nachgestellte Nummern geben jeweils die Anzahl der mutmaßlichen Spezies an):
Klade/Phylum: Candidatus Dependentiae Yeoh et al. 2016 (L,N), heterotypic synonyms Candidate division TM6 (N), Candidate phylum TM6 (N), Domain cluster TM6 (N)
- Klasse: „Candidatus Babeliae“ Yeoh et al. 2016 (G,L,N)
  - Ordnung: „Candidatus Babeliales“ Yeoh et al. 2016 (G,L,N)
    - Familie „Candidatus Babeliaceae“ Yeoh et al. 2016 (G,L,N)
      - Gattung: „Candidatus Babela“ Cohen et al. 2011 (G,L,N)
        - Spezies: „Candidatus Babela massiliensis“ Cohen et al. 2011 (G,L,N) – Typus (L), inkl. Delta proteobacterium BABL1 (N)

      - Gattung: BOG-1370 (G:1)
      - Gattung: GWE2-41-16 (G:2)
      - Gattung: JACDHA01 (G:1)
      - Gattung: PRDV01 (G:3)
      - Gattung: UBA12395 (G:4)
      - Gattung: UBA12474 (G:2)

    - Familie: „Candidatus Chromulinivoraceae“ corrig. Deeg et al. 2019 (L), mit Schreibvariante „Ca. Chromulinavoraceae“ Deeg et al. 2019 (G,L)
      - Gattung: „Candidatus Chromulinivorax“ corrig. Deeg et al. 2019 (L), mit Schreibvariante „Ca. Chromulinavorax“ Deeg et al. 2019 (G,L)
        - Spezies: „Candidatus Chromulinivorax destructor“ corrig. Deeg et al. 2019 (L), mit Schreibvariante „Ca. Chromulinavorax destructans“ Deeg et al. 2019 (G,L;N – ohne Zuordnung)[11][5] – Typus (L)

      - Gattung: GCA-2721975 (G:1)
        - Spezies: GCA-2721975 sp002721975 (G)

    - Familie: Vermiphilaceae (G)
      - Gattung: „Vermiphilus“ Delafont et al. 2015 (G;L,N – ohne Zuordnung)
        - Spezies: „Vermiphilus pyriformis“ Delafont et al. 2015[6] (L;G – ohne Autorenschaft) bzw. fehlerhaft Dleafont et al. 2015 (N) – Typus (L), mit Isolat Ca. division TM6 bacterium JCVI TM6SC1 (N)

      - Gattung: AWTP1-30 (G:l)
      - Gattung: E44-bin52 (G:l)
      - Gattung: GWF2-30-66 (G:1)
      - Gattung: JABDCY01 (G:1)
      - Gattung: JABDES01 (G:1)
      - Gattung: JABSSP01 (G:1)
      - Gattung: SOIL31 (G:1)
      - Gattung: UBA6230 (G:1)

    - Familie: CAIQNR01 (G:2)
    - Familie: GCA-2401785 (G:1)
    - Familie: GWF2-32-72 (G:1)
    - Familie: JABCYS01 (G:1)
    - Familie: JABDEC01 (G:2)
    - Familie: RVW-14 (G:7)
    - Familie: UASB340 (G:2)
    - Familie: UBA12409 (G:6)
    - Familie: UBA12411 (G:4)
- Nicht näher klassifizierte Mitglieder von Candidatus Dependentiae (N:37)[12]

Anmerkung: Die nicht näher klassifizierten Spezies der NCBI-Taxonomie sind möglicherweise unveröffentlichten Familien und Gattungen der GTDB zuzuordnen.

## Etymologie
Der Name Dependentiae ist neulateinisch mit der Bedeutung „die Abhängigen“ (vgl. en. dependend ‚abhängig‘), was die Abhängigkeit dieser Bakterien von Wirtsorganismen reflektiert.
Das Akronym TM6 steht für die deutsche Bezeichnung „Torf, mittlere Schicht 6“.

## Chromulinivorax destructor
Chromulinavorax destructans (alias Chromulinivorax destructor) ist mit ihrem Referenzstamm SeV1 ist der bekannte erste Vertreter des Phylums, der die Goldbraune Alge Spumella elongata mit Stamm CCAP 955/1 infiziert – die Goldbraunen Algen (Chrysophyceae) sind eine weit verbreitete und ökologisch bedeutsame Gruppe heterotropher Flagellaten.
Ch. destructor hat ein reduziertes 1,2 Mbp (Megabasenpaare) großes Genom. Dieses ist so sehr auf Infektion und Parasitismus spezialisiert, dass es keine Anzeichen für vollständige Stoffwechselwege zeigt. Stattdessen kodiertes ein umfangreiches Transportersystem für den Import von Nährstoffen und Energie in Form von ATP aus dem Wirt.
Außerdem gibt es eine große Anzahl von Genen, die für Proteine kodieren, mit deren Hilfe offenbar der Wirt ähnlich wie bei einem Virus unter die Kontrolle des Parasiten gebracht wird.
Die Vermehrung (Replikation) von Ch. destructor führt zu einer umfassenden Reorganisation und Vergrößerung des Wirts-Mitochondriums, in das sich der Erreger einnistet, und von dem er seine Energie bezieht. Schließlich kann des befallene Mitochondrium fast zwei Drittel der Wirtszelle ausfüllen.
Am Ende des Infektionszyklus bilden sich in der Zelle große Blasen, die das Genom für die Nachkommen des Bakteriums beinhalten. Diese Blasen teilen sich in neue, reife Parasitenzellen. Schließlich platzt der Wirtsorganismus (Lyse) und die Parasiten suchen sich neue Opfer. Auch diese Vorgänge erinnern stark an Viren.
Die beschriebenen Erkenntnisse bestätigen die Mitglieder der Dependentiae als weit verbreitete und vielfältige Parasiten, die ein breites Spektrum aquatischer Protisten (d. h. eukaryotischer Mikroben) infizieren und daher wahrscheinlich wichtige Akteure in aquatischen Ökosystemen sind.

## Vermiphilus pyriformis
Vertreter dieser Art fanden sich 2015 in freilebenden Amöben der Art Vermamoeba vermiformis (Echinamoebida), die aus einem Wasserverteilungssystem isoliert wurden. Das Vorhandensein von Bakterien der TM6-Gruppe (Dependentiae) in diesen Amöben wurde durch Polymerase-Kettenreaktion (PCR) und Mikroskopie nachgewiesen. Die Teilsequenz der 16S-rRNA zeigte, dass der gefundene Stamm eng mit dem zuvor sequenzierten Stamm TM6SC1 verwandt ist.
Diese Bakterien haben eine birnenförmige Morphologie und wurden innerhalb Amöben (intrazellulär) gefunden.
Aus diesem Grund wurde diese Bakterienart Vermiphilus pyriformis (d. h. Vermamoeba-liebend und pyramidenförmig) genannt.
Die Untersuchungen zeigten, dass V. pyriformis hochgradig infektiös war und dass seine Beziehung zu der Amöbenspezies spezifisch und sehr stabil ist. Es wurde auch festgestellt, dass V. pyriformis die Amöben an der Bildung von Zysten behindert.

## Babela massiliensis
Babela massiliensis ist ebenfalls ein obligat intrazellulärer Parasit von Amöben, nämlich von der Spezies Acanthamoeba castellanii.
B. massiliensis zeigt einen ungewöhnlichen Spaltungsmodus der Zellvermehrung, bei dem sich zunächst große, polymorphe (vielgestaltige) Körper im Zytoplasma der infizierten Amöbe ansammeln, die sich dann in reife Bakterienzellen teilen.
Das Genom von B. massiliensis wurde 2015 sequenziert. Es besteht aus einem zirkulären Bakterienchromosom mit einer Größe von etwa 1,12 Mbp (Mega-Basenpaaren), das für 981 vorhergesagte Proteine kodiert, sowie für 38 tRNAs und ein typisches rRNA-Operon. Die phylogenetische Analyse zeigte die Zugehörigkeit zur Gruppe TM6 (Dependentiae).